# Павликов, Теофил Михайлович
Теофил Михайлович Павликов (7 августа 1821, Бережаны, Королевство Галиции и Лодомерии, Австрийская империя — 17 июля 1905, Львов, Австро-Венгрия) — педагог, греко-католический священник, политический и общественный деятель, русофил.

## Биография
Родился 7 августа 1821 в семье священника в Бережанах.
Учился в Бережанской гимназии Закончил Львовскую духовную семинарию, был рукоположён в 1846 году. С 1846 года администратор прихода Дунаев вблизи Бережан, настоятель Бережан (1846—1858, или с 1847 года), одновременно учитель в Бережанской гимназии (первый преподаватель русского (украинского) языка). С 1858 года настоятель Успенской церкви в Львове, с 1869 года львовский декан, каноник митрополичьей капитулы.
Авторитетный лидер русофилов, входил в состав провода многих русофильских обществ, первый председатель «Русского совета», в 1880—1884 годах возглавлял «Общество им. М. Качковского».
Личный архив хранится в Львовской научной библиотеке им. В. Стефаника.

## Общественно-политическая деятельность
Посол в Сейм в 1861—1866 (округ Бережаны — Перемышляны, IV курия, входил в «Русского клуба»), 1867—1869 (округ Подгайцы — Козова, IV курия, входил в «Русского клуба»), 1873—1876 (округ Белз — Угнев — Запорожье, IV курия, входил в «Русского клуба», избранный вместо Иосифа Яюса, полномочия которого не были утверждены) годах. Один из самых способных и самых активных парламентариев. Посол в Рейхсрате в 1873—1879 годах.
Автор статей в прессе, казначей «Русской рады».
Умер во Львове 17 июля 1905 года.